# エヴァエヴェルソン・レモス・ダ・シウヴァ
ブランドン（Brandão）ことエヴァエヴェルソン・レモス・ダ・シウヴァ（Evaeverson Lemos da Silva, 1980年6月16日 - ）は、ブラジル・サンパウロ出身の元サッカー選手。現役時代のポジションはフォワード。

## 経歴
2002年から2008年までFCシャフタール・ドネツクに在籍した。2005-06シーズンは15得点で得点王を獲得した。そのほかに2度、二桁得点を記録した。2009年1月13日、オリンピック・マルセイユに移籍した。冬の移籍にもかかわらず、2008-09シーズンは6得点した。
2011年3月、フランス当局に婦女暴行容疑で逮捕、本人は否認するもこれがきっかけとなり、クルゼイロECへのレンタル移籍を余儀なくされた。2012年1月にマルセイユに復帰している。
マルセイユに復帰した期間中にクルゼイロ・グレミオへのレンタル移籍を経て、2012-13シーズンから2013-14シーズンまでの2年間ASサンテティエンヌに在籍。2014-15シーズンからSCバスティアに移籍。
2017年1月5日、カンピオナート・ミネイロ・モドゥロIIのCAトリコルジアーノに加入し母国へ復帰。翌月2月17日、カンピオナート・ブラジレイロ・セリエBのロンドリーナECに移籍することが発表された。
2017年7月17日、ギリシャのレヴァディアコスFCに移籍した。

## PSG戦での頭突き事件
2014年8月16日、リーグ・アン第2節のパリ・サンジェルマンFCとの試合終了後にロッカールームに引き上げる際、ティアゴ・モッタの顔面に頭突きし、鼻を骨折する重傷を負わせていたことが判明した。この事件に対し、PSGのナセル・アル＝ケライフィ会長はブランドンに対し「生涯出場停止」など厳罰処分を求めた。
8月18日、所属先のSCバスティアは「言い訳の効かない愚行を犯した」とブランドンを非難したものの、対応として「処分はサッカー連盟に委ねる」との声明を発表した。
8月21日、フランス・プロサッカーリーグ連盟は9月18日まで暫定出場停止処分を言い渡し、18日に6か月の出場停止処分が言い渡された。
11月27日、今回の頭突き事件に対し、裁判所から1カ月の有罪判決が下った。

## タイトル

### クラブ
シャフタール
- ウクライナ・プレミアリーグ : 2004-05, 2005-06, 2007-08
- ウクライナ・カップ : 2003-04, 2007-08
- ウクライナ・スーパーカップ : 2005, 2008

マルセイユ
- リーグ・アン : 2009-10
- クープ・ドゥ・ラ・リーグ : 2009-10, 2011-12

サンテティエンヌ
- クープ・ドゥ・ラ・リーグ : 2012-13

### 個人
- ウクライナ・プレミアリーグ得点王 : 2005-06（15得点）